# Aït Aïssi
 (juin 2012).
Si vous disposez d'ouvrages ou d'articles de référence ou si vous connaissez des sites web de qualité traitant du thème abordé ici, merci de compléter l'article en donnant les références utiles à sa vérifiabilité et en les liant à la section « Notes et références ».
Aït Aïssi est une confédération (taqbilt) composée de sept grandes tribus kabyles (Âarc ou Âarch). L'existence des Ait Aissi est attesté dès l'époque Fatimide, selon l'Historien Ibn Khaldoun.

## Les tribus(Âarchs)
- Aït Zmenzer (At Zmenzer)
- Ihassenaouen (Iḥesnawen)
- Iferdioun (Iferdiwen)
- Aït Mahmoud (At Maḥmud)
- Aït Douala (At Dwala)
- Aït Ameur ou Faïd (At Ɛmar Ufayed)
- Aït Abd El Moumen (At Ɛebdelmumen)

Suivant le découpage administratif de 1991, ces tribus intègrent aujourd'hui les communes suivantes :
- Beni-Douala comprend Aït Abd El Moumen, Aït Ameur ou Faïd et Aït Douala.
- Beni Aïssi comprend Ihassenaouen et Iferdioun
- Enfin Aït Zmenzer et Aït Mahmoud se trouvent être des communes correspondant à peu près aux tribus qui portent le même nom.
- Font partie de l'Äarch d'Aït Zmenzer les villages de Tighilt Mahmoud, Agouni Boufal et Aït Izid.

## L'artisanat
Les Aït Aïssi sont réputés pour la qualité des produits de leur artisanat féminin, surtout les tissages et les poteries. Cette réputation sans être surfaite est cependant partagée par beaucoup d’autres groupes kabyles : les Ouadhia, les Aït-Khellili ou encore Maâtkas pour la poterie, Aït Hichem, village des Aït Yahia et les At Menguellat pour les tissages.

### La poterie
Les poteries des Aït Aïssi sont généralement d’une élégante sobriété, tant dans leur ligne marquée, sur les pots et les cruches, par un ressaut au niveau de l’épaulement, que dans le décor caractérisé par ses « fenêtres » blanches, cernées d’un ou plusieurs traits noirs, qui sont découpées dans de larges zones rouges.
Celles-ci occupent le haut des vases et descendent en compartiments de part et d’autre des anses qui demeurent blanches. Dans les grands récipients, comme les amphores, la panse reste non ornée, en revanche sur les pots et cruches le décor gagne toute la surface, mais c’est là un caractère commun à toute la production kabyle.
Dès le troisième tiers du XIXe siècle, les Aït Aïssi, sollicités par des marchands, produisirent une vaisselle de circonstance destinée à une clientèle européenne. Cette fabrication pour étranger se distingue au premier coup d’œil des produits à usage domestique. Les formes sont moins pures et aboutissent même à des monstruosités, telles ces amphores de taille réduite dont le pied élargi en pavillon supporte un corps aminci qui paraît d’autant plus grêle qu’il est muni d’anses démesurées ; le décor envahissant occupe toute la surface qui a été passée à la résine (remplacée aujourd’hui par un vernis industriel), alors que ce procédé n’est pas appliqué sur les grandes poteries à usage domestique.
Ces amphorettes de cheminée, généralement très mal cuites, ont une existence brève, toutefois elles ont été figurées par Arnold van Gennep dans ses Etudes d’Ethnographie algérienne, et certaines sont conservées, à juste titre, dans les collections du musée national du Bardo, à Alger.

### Le tissage
Les tissages des Aït Aïssi ont fait l’objet d’une étude très précise de P. Ricard (Hespéris, 1925, p. 219-225) à qui nous empruntons les éléments suivants :
Les femmes Aït Aïssi se livrent à un genre de tissage orné à poils ras assez différent du tissage traditionnel des autres tribus de grande Kabylie. Le genre Aït Aïssi est très reconnaissable. Il ne s’applique, comme ailleurs, qu’au vêtement féminin, c’est-à-dire qu’au grand h'ayk de laine qui fait le tour du corps (ahellal). La couverture épinglée sur le Izaik lors des grands froids est également décorée (tamendilt). Ces pièces rectangulaires ne sont ni coupées ni cousues, elles sont maintenues par deux fibules placées à hauteur de la poitrine.
La chaîne et la trame sont faites de fils très fins filés par les femmes. P. Ricard indique que sur une pièce de qualité moyenne on ne compte pas moins de 12 à 15 fils de chaîne pour 24 à 30 trames au centimètre. Le passage des trames tantôt en laine écrue, tantôt en laine teintée en bleu, tantôt en coton blanc, donne le décor.
Les motifs les plus simples sont des filets de coton blanc. Des bandes de laine bleue sont bordées de zigzag ou de dents de scie qui sont aussi en coton tranchant sur le fond de laine non teinte. L’intérieur des bandes bleues possède aussi des motifs en chaînettes, chevrons, damiers, bâtonnets ou autres petits signes rigoureusement géométriques qui portent chacun un nom imagé (anquia burzem : cou de serpent, tit' bufruh : œil d’oiseau...).
Tous ces motifs sont groupés parallèlement en un nombre variable de rayures, il n’y a donc aucune composition verticale. Dans la fabrication traditionnelle telle qu’elle était décrite par P. Ricard en 1925, la pièce une fois tissée ne comptait que de larges bandes bleues, des motifs en coton blanc et des bandes de laine écrue. On procédait alors à un trempage dans un bain rouge grenat qui avait pour résultat de noircir les bandes bleues, de teindre en rouge la laine écrue tandis que les motifs en coton, qui n’avait pas subi de mordançage préalable, redevenaient blancs après un simple rinçage.

## Les célébrités
- Littérature et poésie : Marguerite-Fadhma Aït Mansour Amrouche, Mouloud Feraoun
- Musique : Cheikh El Hasnaoui, Malika Domrane, Lounès Matoub, Mouloud Berhal, Sami El Djazairi
- Peinture :
- Politique : Amar Imache
- Religion :
- Sport : Amani Djamal, Alkama Omar
- Théâtre et cinéma :
- Entrepreneuriat : Issad Rebrab